# 海外赤子
《海外赤子》是一部由欧凡、邢吉田、万允吉导演，在1979年上映的中国电影。电影描写中国共产党十一届三中全会之后的华侨政策。电影插曲《我爱你，中国》也随着电影上映而流行。
本片是一部音乐片，共有7首插曲，均由瞿琮作词、郑秋枫作曲。

## 剧情
黄思华是一名歌喉清脆婉转的年轻女歌唱演员。在报考解放軍文工团过程中，因为她是华侨女儿的家庭背景，录取工作受到了阻力。文工团团长司马威执行中共的华侨政策，派政审干部韩山到星星湖华侨农场了解黄思华的家庭情况。
在了解过程中，发现黄思华的父亲黄德琛出生于南洋，父母早亡，孤身漂泊海外。抗戰時，黄德琛挺身而出，救了被外国水手侮辱的女学生林碧云。而林碧云当时也为抗日救国募捐。黄德琛由此与林碧云相识相爱，并结为夫妇。中华人民共和国成立时，黄德琛和妻子将四岁的儿子思国留给岳父，回到中国参加国家建设，并得到周总理的接见。在国内生下女儿思华。但是在文化大革命中，黄德琛被定为走资派，受尽迫害。女儿思华也遭株连，而难以参加热爱的文工团。
黄思国从英国留学后，回国探亲。黄德琛被逼迫搬进宽敞的套房以掩人耳目，这一阴谋被思华揭穿，思华因此被调到打石场，接受超强的体力折磨。思国劝妹妹出国，思华却坚定地回答：“我不能离开妈妈——我的祖国!”“四人帮”被粉碎後，思华获得了艺术生命。在北京召开的人民代表大会上，思华唱出了她的心声——《飞向无限向往的明天》!

## 主要插曲
（按在影片中出现的顺序）
- 《高飞的海燕》- 叶佩英 配唱
- 《我爱你，中国》- 叶佩英 配唱
- 《百灵鸟》- 叶佩英 配唱
- 《祖国之恋》- 罗天婵 配唱
- 《思乡曲》- 罗天婵 配唱
- 《哪里去了欢唱的百灵？》- 叶佩英 配唱
- 《飞向无限向往的明天》- 叶佩英独唱，广州战士歌舞团合唱